# Linepithema piliferum
Linepithema piliferum es una especie de hormiga del género Linepithema, subfamilia Dolichoderinae. Fue descrita científicamente por Mayr en 1870.
Se distribuye por Colombia, Costa Rica, Ecuador, Panamá, Perú y Venezuela. Se ha encontrado a elevaciones de hasta 2340 metros. Vive en microhábitats como la hojarasca, madera muerta y debajo de rocas.